# 왈츠, Op. 42 (쇼팽)

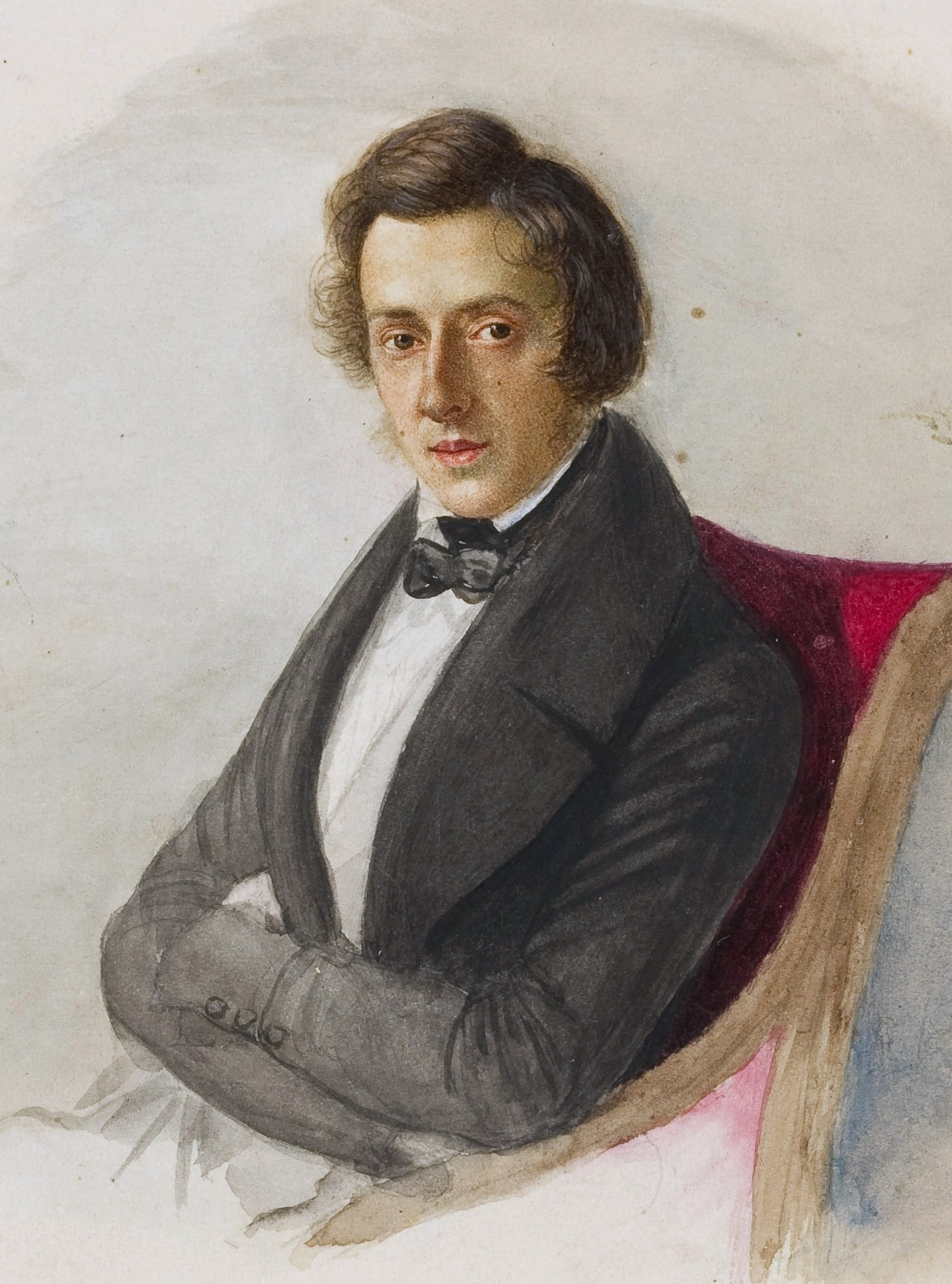
쇼팽, 1835년

왈츠 A 플랫 장조 Op. 42는 1840년 프레데리크 쇼팽이 작곡한 왈츠이다.

## 분석

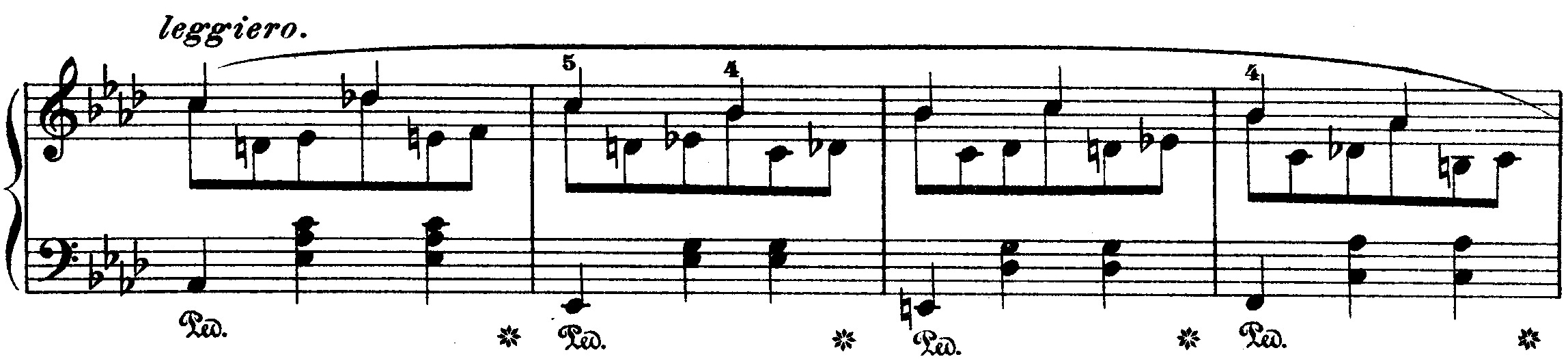
첫 번째 주제(Schirmer 1894, ed. 캐롤 미쿨리)

이 작품은 춤의 시작을 알라는 트릴로 시작한다. 작품의 오프닝 멜로디가 가볍다. 이 왈츠는 많은 기교적인 구절과 매혹적인 코다가 있어 인기가 있다. 종종 쇼팽의 가장 중요한 왈츠 중 하나로 간주되며 연주하기 어려운 곡으로 여겨진다.